# Tenerife Espacio de las Artes
Tenerife Espacio de las Artes (TEA) es un complejo arquitectónico de aproximadamente 20.622 metros cuadrados inaugurado en 2008, que alberga un museo y un centro de arte contemporáneo, el Centro de Fotografía Isla de Tenerife y la Biblioteca Municipal Central. Además, el inmueble dispone de un salón de actos, un restaurante, una tienda, una plaza pública, numerosas oficinas entre los que se encuentran las unidades de patrimonio, cultura y educación del Cabildo de Tenerife. 

## Localización
Este espacio cultural, promovido por el Cabildo de Tenerife, está localizado en la zona centro de la ciudad de Santa Cruz de Tenerife, en la isla de Tenerife (Canarias, España), en los márgenes del Barranco de Santos, entre el Mercado de Nuestra Señora de África y la Iglesia de la Concepción y justo al lado del Museo de la Naturaleza y la Arqueología.

## Diseño
El inmueble, inaugurado el 31 de octubre de 2008,fue diseñado por el estudio de arquitectos suizos Herzog & de Meuron,y dirigido por el arquitecto canario Virgilio Gutiérrez Herreros.

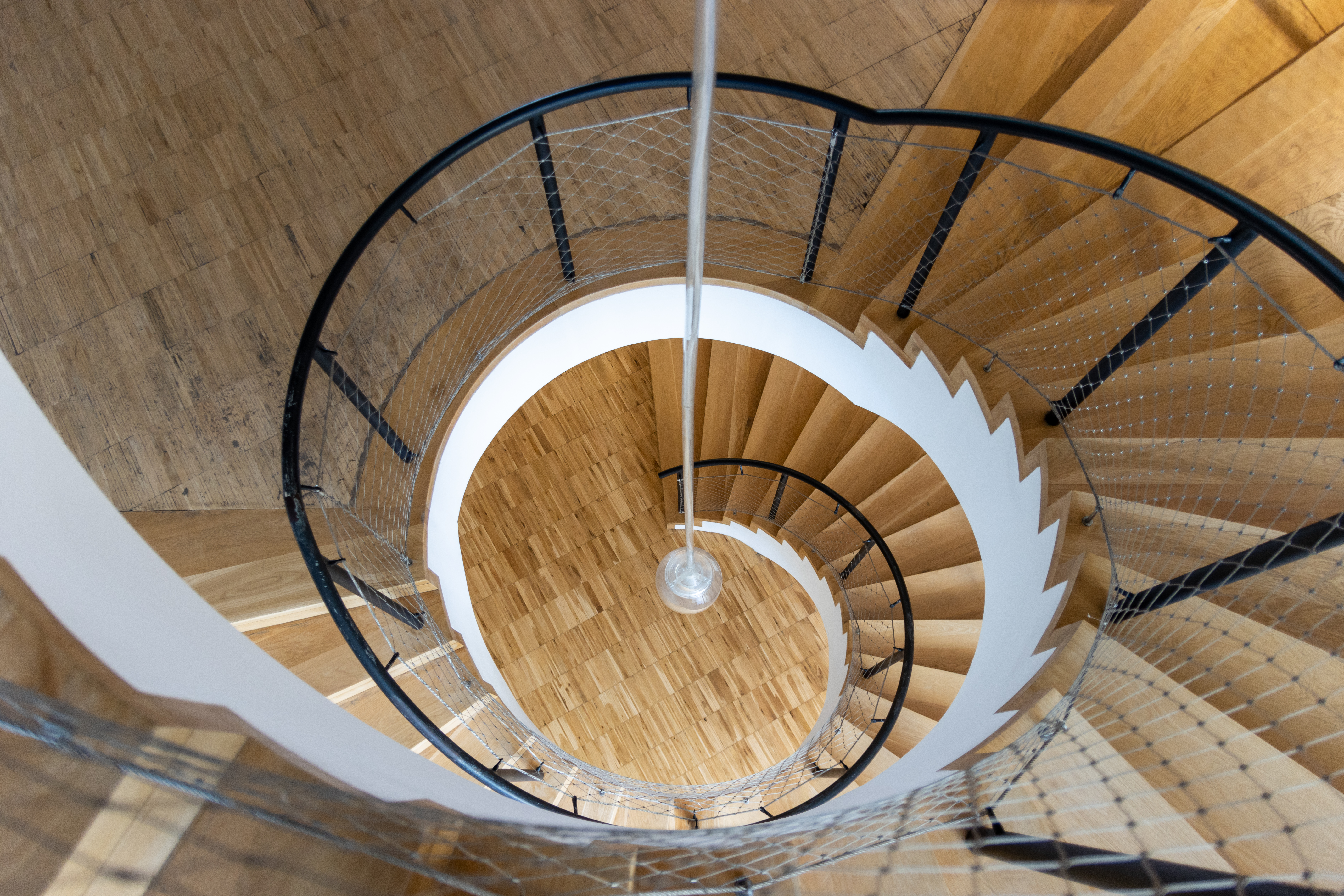
Escalera espiral

Su diseño propicia la apertura hacia el exterior de sus espacios interiores, aportando luz y dinamismo a todo el conjunto y conectando el barrio antiguo de la ciudad con la zona moderna. Este espacio contiene una plaza pública, abierta y accesible a los visitantes, cuya función principal es la de conducir al público al interior del edificio. Asimismo dispone de una amplia escalera espiral que conecta tanto con el nivel superior como con el inferior.
El acceso a TEA es posible desde distintas partes de la ciudad ya que una nueva vía pública discurre diagonalmente a través del edificio conectando la parte superior del puente Serrador con la cota inferior de la orilla del barranco de Santos.

## Dirección
Desde 2024 el TEA está dirigido por Sergio Rubira, precedido por Gilberto González(2019-2024), tras la dirección colegiada de Isidro Hernández, Yolanda Peralta Sierra y Antonio Vela de la Torre quienes sustituyeron de forma temporal (2011-2018) a Javier González de Durana, el primer director artístico de la institución (2008-2011). El TEA  tiene entre sus objetivos el de contribuir a la reflexión sobre la cultura y la sociedad contemporánea desde el arte del siglo XX y XXI.

## La colección
La colección permanente de la que dispone hoy el TEA se fundamente en una selección de  obras del  pintor surrealista, natural de la isla de Tenerife, Óscar Domínguez. El núcleo fundacional de la colección se basa las adquisiciones que hizo el espacio artístico a partir del Instituto Óscar Domínguez, del Cabildo de Tenerife y las del Centro de Fotografía Isla de Tenerife. Así mismo se suman,  depósitos de coleccionistas privados y públicos y la política de adquisiciones de la propia entidad avaladas por una comisión de expertos para adquisiciones. 
Además, desde la apertura de la institución el 31 de octubre de 2008, el TEA ha podido contar con exposiciones temporales de diversos artistas como Tatsumi Orimoto, Roland Penrose, Juan Hidalgo, Patti Smith, Angèle Etoundi Essamba, Alexis W., Thomas Ruff, Carlos Schwartz, Pablo Picasso, Juan Gopar, Teo Sabando, Fernando Álamo, Pedro Garhel, Isabel Flores, Stipo Pranyko, Oliver Behrmann, Regina José Galindo, Arnulf Rainer, Franz Roh, Alecio de Andrade, Clemente Bernad, Arnold Haukeland, José Carlos Cataño o Eberhard Bosslet. También han podido exponer muchos más artistas a lo largo de este tiempo de forma colectiva en las salas del centro.
El centro de fotografía “Isla de Tenerife” se encuentra adscrito al TEA prácticamente desde su fundación, su objetivo principal se centra en la difusión y reflexión sobre la cultura visual, la difusión del patrimonio fotográfico de la isla y de diferentes países y la conservación del mismo.
Durante el período de apertura del centro se han realizado más de 350 exposiciones donde destaca el evento con carácter bianual “Fotonoviembre” que desde 1991 cuenta con la participación de autores nacionales e internacionales de renombre y otros tantos no tan conocidos siendo uno de los pioneros en el estado.
Destaca dentro de esta rama, la colección referente a Canarias que cuenta con negativos sobre vidrio y otros tantos en papel que datan de los siglos XIX y XX. Destacan entre la colección de fotografía autores como Manuel Álvarez Bravo, Bernard Plossú, Alberto Schommer, Carlos Schwartz, Javier Vallhonrat, Néstor Torrens, Graciela Iturbide, Juan Carlos Batista, Ferran Freixa, Teresa Arozena, Rafael Navarro, Francis Naranjo, Pierre Molinier, Ferrero Villares, Julio Álvarez Yagüe, Isabel Flores, Miwa Yanagi, Adam Fuss, Tarek Ode, Poldo Cebrián, Luigi Guirri, Juan Hidalgo o Pierre Vallet.
Actualmente toda esta colección se encuentra en proceso de digitalización.

## Escultura "Carla"

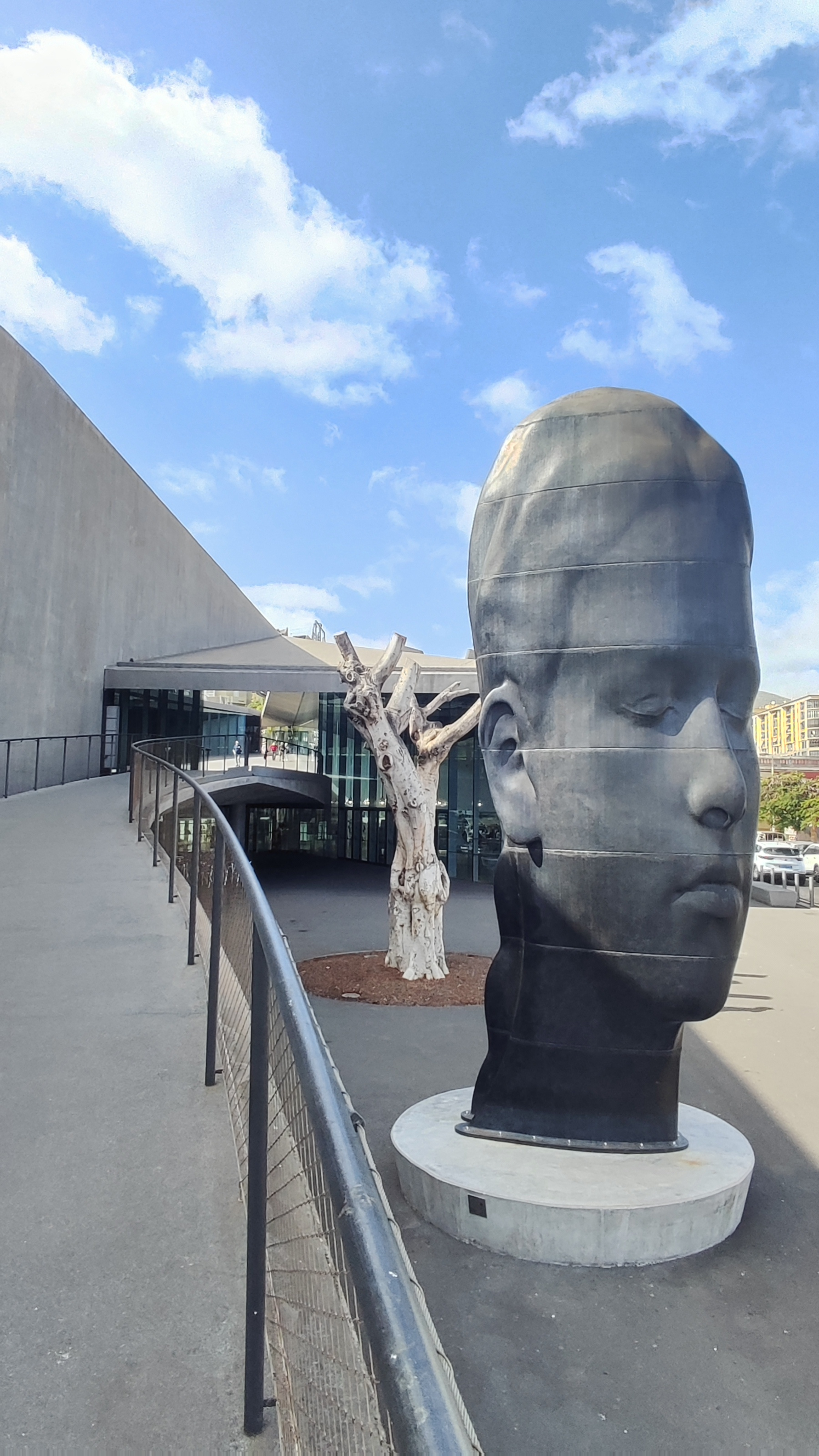
Carla, Jaume Plensa (2018)

En el exterior del edificio se encuentra desde 2023 la escultura llamada "Carla", del escultor barcelonés Jaume Plensa. Se trata de una cabeza femenina con los ojos cerrados, de 7 metros de altura y 7,8 toneladas de peso. La escultura en sí fue realizada en 2018, en hierro fundido. La pieza fue adquirida por el Cabildo de Tenerife, y llegó a la isla coincidiendo con el 50.º aniversario de la I Exposición Internacional de Escultura en la Calle que tuvo lugar en Santa Cruz de Tenerife entre 1973-1974. Según el autor, la obra fue inspirada en una joven de 14 años, si bien, su cráneo está alargado, comprimido, elaborado y con el cabello cambiado. Desde su instalación en el exterior del edificio, "Carla" se ha convertido en un símbolo del Tenerife Espacio de las Artes.